# Célestin Nikiema
Célestin Nikiema – burkiński piłkarz grający na pozycji obrońcy. W swojej karierze grał w reprezentacji Górnej Wolty.

## Kariera klubowa
W swojej karierze piłkarskiej Nikiema grał w klubie Étoile Filante Wagadugu.

## Kariera reprezentacyjna
W 1978 roku Nikiema został powołany do reprezentacji Górnej Wolty na Puchar Narodów Afryki 1978. W tym turnieju zagrał w trzech meczach grupowych: z Nigerią (2:4), z Zambią (0:2) i z Ghaną (0:3).